# ملفين أوليفر
ملفين أوليفر (بالإنجليزية: Melvin Oliver)‏ هو لاعب كرة قدم أمريكية أمريكي، ولد في 25 يوليو 1983 في أوبيليكا في الولايات المتحدة.